# کیشبابوت
کیش‌بابوت (به مجاری:  Kisbabot) یک شهرداری در مجارستان است که در ناحیه تت واقع شده‌است. کیش‌بابوت ۶٫۱ کیلومتر مربع مساحت و ۲۲۸ نفر جمعیت دارد.